# Werner Spanehl

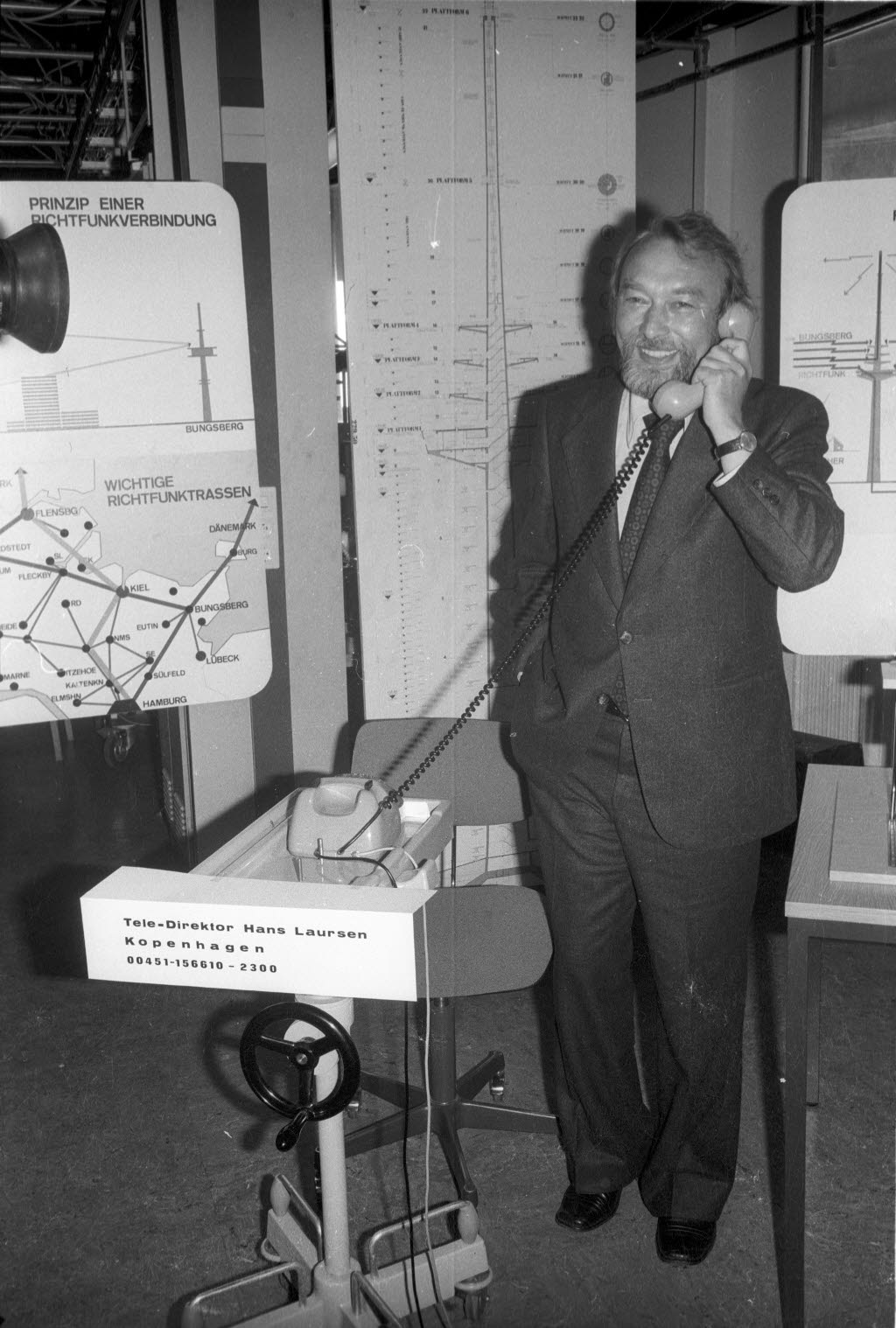
Werner Spanehl bei der Inbetriebnahme des Kieler Fernmeldeturms (1976)

Werner Spanehl (* 7. Februar 1923 in Gelsenkirchen; † 1992) war ein deutscher Gewerkschafter, Journalist und Beamter.

## Leben
Werner Spanehl begann am 1. April 1937 eine Ausbildung als Postjungbote in Gelsenkirchen und wurde Postsekretär. Am 31. März 1953 wird er Bezirkssekretär der Deutschen Postgewerkschaft DPG in Hannover. Dazwischen besucht er elf Monate die Akademie der Arbeit in Frankfurt. Einer seiner Lehrer war Friedrich Stampfer, der ihn stark beeinflusst hatte. Ab 1. Mai 1957 wurde er zum Hauptvorstand nach Frankfurt am Main versetzt. Er war seit Juni 1957 verantwortlicher Redakteur der Monatsschrift für Mitarbeiter der DPG und Personalräte "Gewerkschaftliche Praxis". Ab Ausgabe 1/2 1958 der Deutschen Post, der Zeitung der DPG war er als Chefredakteur tätig. Um 1964 arbeitete er zudem als Public-Relations-Referent in Diensten der Gewerkschaft. Journalistisch tätig war er auch für die Süddeutsche Zeitung und Aufwärts, die Jugendzeitschrift des Deutschen Gewerkschaftsbundes.
Als im Dezember 1969 Kurt Gscheidle, der stellvertretende Vorsitzende der Gewerkschaft, als beamteter Staatssekretär in das Bundesministerium für das Post- und Fernmeldewesen wechselte, folgte ihm Spanehl und wurde Pressesprecher des Ministeriums. Im Oktober 1975 ernannte man ihn zum Präsidenten der Oberpostdirektion Kiel und im Februar 1980 wechselte er zur Oberpostdirektion Hamburg, deren Leitung ihm bis mindestens August 1985 oblag.

## Auszeichnungen
- 1964: Theodor-Wolff-Preis
- 1965: Theodor-Wolff-Preis
- 1983: Verdienstkreuz 1. Klasse der Bundesrepublik Deutschland

## Publikationen
- Die Deutsche Bundespost. Ihre Leistungen und ihre Bedeutung für die Wirtschaft. Ein Porträt. Bund-Werbung GmbH, Frankfurt/M 1970, DNB 456338071.
- Werner Spanehl: Kunstforum Oberpostdirektion Hamburg. 1992.